# 長柳特基冰原島峰
72°4′S 10°46′E / 72.067°S 10.767°E
長柳特基冰原島峰（英語：Malyutki Nunataks），是南極洲的冰原島峰，位於毛德皇后地的阿斯特里德公主海岸，處於斯凱德斯伯傑特山西北面24公里的奧爾萬山脈東南端，長7公里，現時由南極條約體系管理。